# إنديانابوليس 500 سنة 1991
سباق إنديانا بوليس -500 ميل 1991 أقيم في حلبة إنديانابوليس موتور سبيدواي في 26 مايو 1991 وفاز في السباق ريك ميرز من فريق فريق بنسك بمتوسط سرعة 176.457 mph.
وكان أول المنطلقين ريك ميرز بسرعة 224.113 mph.